# Madrassa

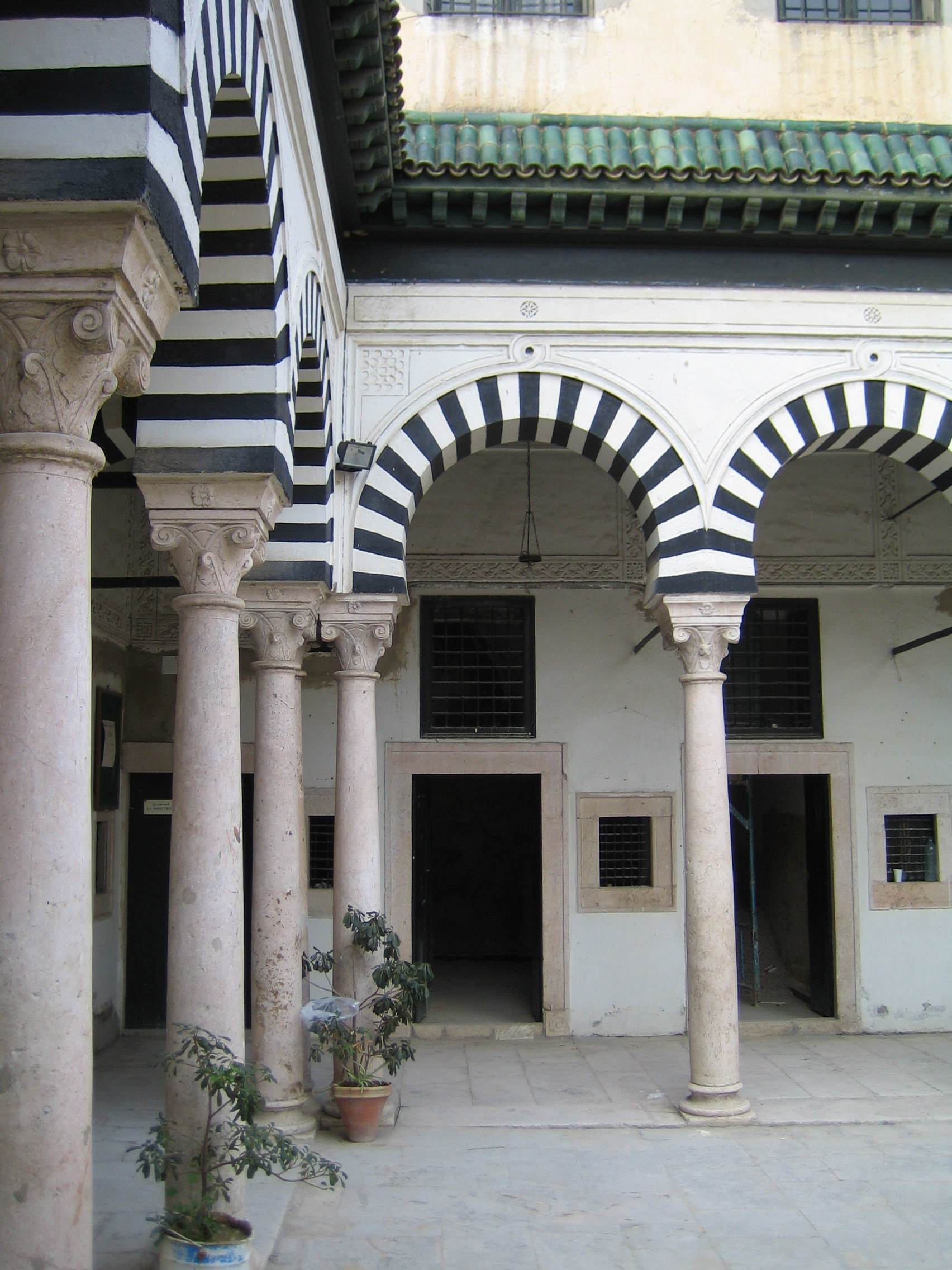
Una madrassa a Tunísia.

Una madrassa (de l'àrab مدرسة, madrasa, pl. مدارس, madāris) és una paraula àrab que es refereix a qualsevol institució educativa, ja sigui laica o religiosa, ja sigui islàmica o vinculada a qualsevol altra religió. Fora del món àrab, habitualment s'utilitza per referir-se a una escola islàmica d'ensenyament religiós, generalment adscrita a una mesquita. La traducció àrab del català madrassa seria pròpiament madrassa islamiyya (àrab: مدرسة إسلامية, madrasa islāmiyya, lit. ‘escola islàmica’); és per això que en català una madrassa també pot ser coneguda o anomenada escola islàmica o escola alcorànica.
En un context arquitectònic i històric, el terme generalment es refereix a un tipus particular d'institució del món musulmà històric que ensenyava principalment dret i jurisprudència islàmiques (fiqh), així com altres assignatures en algunes ocasions. L'origen d'aquest tipus d'institucions habitualment s'atribueix a Nidham al-Mulk, un visir sota els seljúcides al segle XI, que va ser l'encarregat de construir la primera xarxa de madrasses oficials a l'Iran, Mesopotàmia i Khorasan. A partir d'aquí, la construcció de madrasses es va estendre per gran part del món musulmà durant els segles següents, adoptant sovint models similars de disseny arquitectònic.
Les madrasses es van convertir en les institucions més longeves de l'Imperi Otomà, perquè van aparèixer el 1330 i van estar funcionant durant gairebé 600 anys en tres continents. Van formar metges, enginyers, advocats i funcionaris religiosos, entre altres membres de l'elit governamental i política. Les madrasses eren una institució educativa específica, amb finançament i plans d'estudis propis, en contrast amb les escoles del palau d'Enderun a les quals assistien els alumnes de Devshirme.

## Història
No es documenten madrasses en els primers moments de l'islam. La seva formació remunta probablement a l'època en què hom es reunia a les mesquites per tal de tractar temes religiosos. En aquells temps, els que volien adquirir coneixements religiosos s'acostumaven a aplegar al voltant d'aquells musulmans que en sabien més; aquells mestres informals, més tard anomenats xeics, van començar a impartir sessions educatives sobre religió anomenades majalis, en singular majlis.
L'any 859, es va fundar a Fes la universitat dels d'al-Qayrawan, potser el primer centre d'ensenyament superior del món.
Durant el període abbàssida més tardà, el visir Nidham-al-Mulk va crear la primera gran institució acadèmia oficial, anomenada Madrassa Nidhàmiyya en el seu honor, basada en els majalis informals.

## Funcionament tradicional

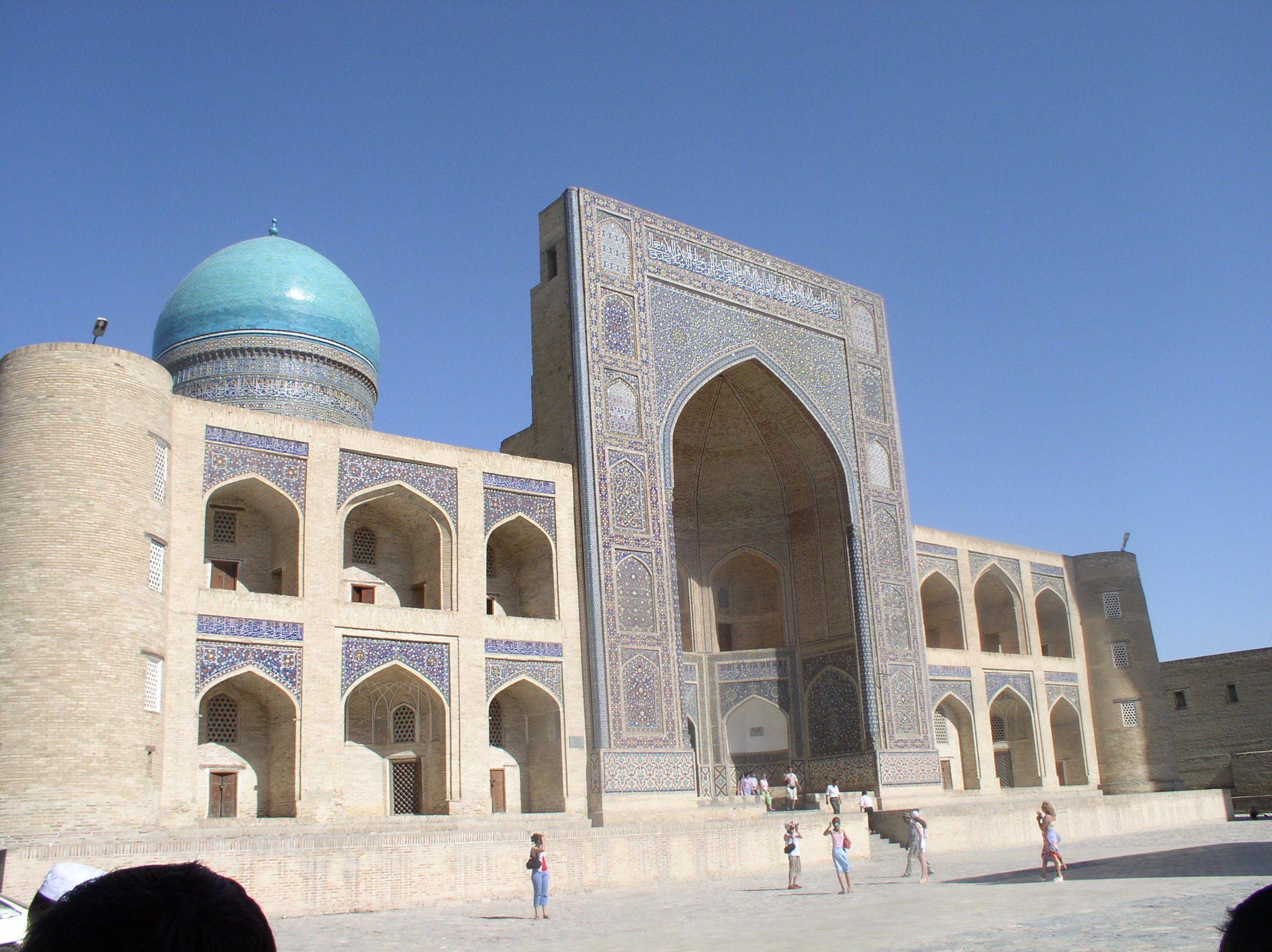
Madrassa monumental a Bukharà.

Durant els primers segles de l'Islam, els entorns educatius eren totalment informals però als segles xi i xii les elits governants van començar a establir institucions d'aprenentatge religiós superior conegudes com a madrasses en un esforç per aconseguir el suport i la cooperació dels ulemes. Les madrasses aviat es van multiplicar per tot el món islàmic ajudant a difondre l'aprenentatge islàmic més enllà dels centres urbans i a unir diverses comunitats islàmiques en un projecte cultural compartit. Tot i això, la instrucció es va mantenir centrada en les relacions individuals entre els estudiants i el seu professor. L'acreditació formal de l'assoliment educatiu, ijazah, era atorgada per un erudit en particular més que per la institució, i va situar el seu titular dins d'una genealogia d'estudiosos, que era l'única jerarquia reconeguda en el sistema educatiu. Mentre que els estudis formals a les madrasses estaven oberts només als homes, les dones de famílies urbanes destacades eren habitualment educades en entorns privats i moltes d'elles rebien i més tard emetien ijazahs en estudis de hadith, cal·ligrafia i recitació de poesia. Les dones treballadores aprenien textos religiosos i habilitats pràctiques principalment les unes de les altres, encara que també rebien una mica d'instrucció amb homes a les mesquites i cases particulars. L'ensenyament es perllongava entre 10 i 20 anys segons l'especialitat escollida. S'estudiava l'Alcorà i la resta de matèries eren generalment opcionals i no necessàriament idèntiques en totes les escoles alcoràniques. Aquest funcionament és gairebé idèntic al de les actuals madrasses més tradicionals. A més de les assignatures religioses, de vegades ensenyaven les "ciències racionals", com les matemàtiques, l'astronomia, l'astrologia, la geografia, l'alquímia, la filosofia, la màgia i l'ocultisme, depenent del pla d'estudis de la institució concreta en qüestió. El complex de la madrassa consistia generalment en una mesquita, una pensió i una biblioteca, estaven mantingudes per un waqf (dotació caritativa), que pagava els sous dels professors, les despeses dels estudiants i sufragava els costos de construcció i manteniment.
Una madrassa tradicional típica acostuma a oferir dos cursos d'ensenyament: un curs hifdh, en el qual es memoritza l'Alcorà (i aquell qui ho aconsegueix rep el nom de hàfidh), i un curs àlim amb el qual es pretén que l'estudiant sigui acceptat (el certificat d'àlim requereix 12 anys d'estudi de mitjana). Un curs sol incloure l'estudi de la llengua àrab, del tafsir (interpretació alcorànica), de la xara (llei islàmica), dels hadits (fets del profeta Muhàmmad), del màntiq (lògica) i de la història de l'islam. Cap al 900 dC, s'observa que la Madrasa es va convertir en un sistema d'educació superior d'èxit.
A més a més, i segons la demanda educativa, algunes escoles alcoràniques ofereixen cursos de literatura àrab, anglès i altres llengües estrangeres, ciències i història universal.
Una funció important de les madrasses és la d'acollir orfes i infants sense recursos per tal d'oferir-los una formació. Cal esmentar, però, que el percentatge d'infants que acudeixen a escoles alcoràniques tradicionals és força baix (per exemple, el 1998 al Pakistan, hi prenien part un 0,3% dels infants en edat escolar en les gairebé 10.000 madrasses que hi té).
També hi ha madrasses tradicionals fora de països islàmics, com als Estats Units o Europa.

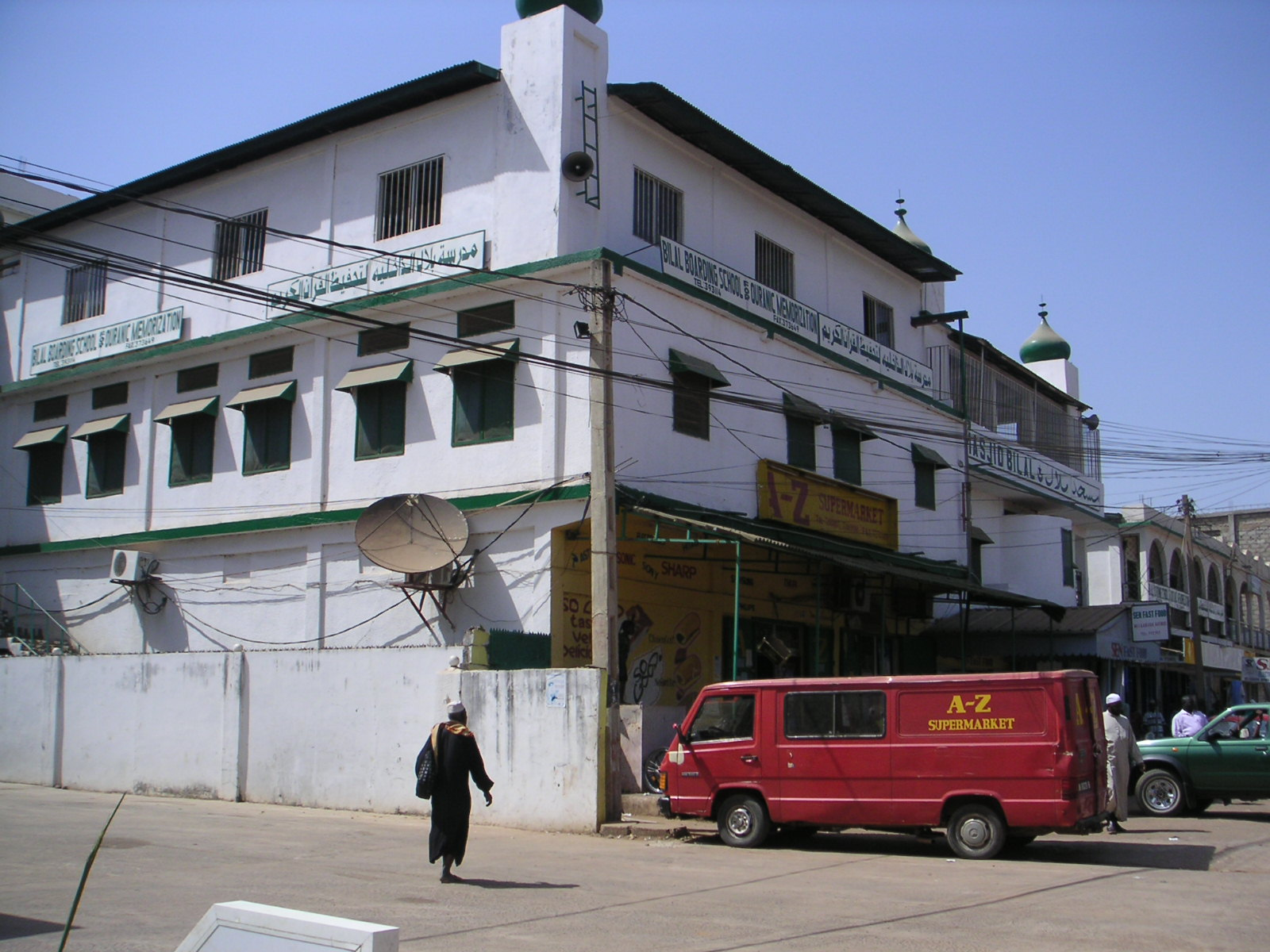
Madrassa a Serrekunda, Gàmbia.

## Situació en alguns països

### Índia
A l'Índia funcionen al voltant de 30.000 madrasses actives. S'assumeix que la majoria d'aquestes institucions segueix a l'escola de pensament Deobandi. Una de les més famoses és Donar al-'Ulum, situada a Deoband, una petita ciutat de l'estat d'Uttar Pradesh. El 1986 el govern indi va difondre un projecte per a modernitzar les madrasses introduint altres matèries com les ciència,les matemàtiques, la llengua anglesa i l'hindi. En tots els casos l'educació es brinda en forma gratuïta, i com a conseqüència d'això té lloc una inscripció multitudinària d'alumnes, que inclou a molts de religió hindú o cristiana.

### Pakistan
Existeixen unes 10.000 madrasses en funcionament al Pakistan, estimant-se la matrícula total entre un i dos milions d'alumnes. D'acord amb el cens de població de 1998, alguns mitjans estimen que només el 0,3 % dels nens en edat escolar assisteixen a madrasses tradicionals. La discrepància pot possiblement explicar-se per la incidència d'orfes, immigrants o estudiants a temps parcial.
Malgrat això, la matrícula de les madrasses pakistaneses pot considerar-se insignificant en relació amb la població escolar. Una de les causes pot haver-se de l'estat de conflicte al país. Un estudi dirigit en 2005 per Saleem Ali, de l'Institut Nord-americà per a la Pau, intenta aclarir aquestes qüestions mitjançant una comparació empírica entre les madrasses urbanes i rurals, el resultat preliminar de les quals es troba disponible en Internet, i les anàlisis definitives de la qual van finalitzar en 2007.
Durant 2002, la sospita que diverses madrasses podrien resultar en la pràctica centres de reclutament per al terrorisme fonamentalista, va portar al govern pakistanès a regular l'obligació de registrar l'habilitació d'aquestes institucions educatives.

## Estructura arquitectònica
La seva estructura és força similar a la d'una mesquita, ja que les dues posseeixen:
- Un mihrab, que és una espècie de capelleta, situada en un racó i orientada cap a la Meca, dedicada a les oracions.
- Un mínbar, una espècie de trona o púlpit, normalment situat al capdamunt d'una escala, des d'on el predicador dona les seves lliçons i sermons.